# Rimless～無邊的世界～
《Rimless～無邊的世界～》（Rimless〜フチナシノセカイ〜）是IKU的第2張單曲。

## 收錄曲
1. Rimless～無邊的世界～（Rimless〜フチナシノセカイ〜） [3:59]
作詞：IKU　作曲：高瀬一矢・IKU　編曲：高瀬一矢
  - 全國獨立UHF放送協議會的日本電視動畫《魔法禁書目錄》片尾曲
2. [4:35]
作詞・作曲：IKU　編曲：Blues T
3. Rimless～無邊的世界～ -Instrumental-
4. -Instrumental-

## 相關項目
- PSI-missing
- masterpiece

## 外部連結
- IKU OFFICIAL WEB SITE
- GENEON OFFICIAL WEB SITE